# Hoegaarden 0,0
Hoegaarden 0,0 is een Belgisch bier.
Het bier wordt gebrouwen in Brouwerij De Kluis (onderdeel van Anheuser-Busch InBev) te Hoegaarden. De afwerking van het bier gebeurt bij Brouwerij Belle-Vue te Sint-Pieters-Leeuw.

## De bieren
- Hoegaarden 0,0 is een blond alcoholvrij witbier (alcoholpercentage van 0%, vandaar ook de naam). Het bier werd eind april 2011 gelanceerd.[2] Het is het eerste Belgische alcoholvrije witbier.
- Hoegaarden 0,0 Rosée is een rosé-bier met een alcoholpercentage van 0%. Het is een bier op basis van witbier en frambozen en werd eind maart 2012 gelanceerd.[3]